# Ministr komunikací Izraele
Ministr komunikací Izraele (hebrejsky שר התקשורת‎, sar ha-tikšoret) je člen izraelské vlády, který stojí v čele ministerstva komunikací. Jedná se o relativně malou funkci v rámci izraelské vlády. Od listopadu 2014 je úřadující ministrem premiér Benjamin Netanjahu ze strany Likud.

## Historie
Tento ministerský post byl vytvořen v roce 1952 a až do roku 1970 se jmenoval ministr pro poštovní služby (hebrejsky שר הדואר‎, sar ha-do'ar).
| ministr               | strana                                         | vláda(y)           | funkční období          |
| --------------------- | ---------------------------------------------- | ------------------ | ----------------------- |
| Mordechaj Nurok       | Mizrachi                                       | 3.                 | 03.11.1952 – 24.12.1952 |
| Josef Burg            | ha-Po'el ha-Mizrachi Národní náboženská strana | 4., 5., 6., 7., 8. | 24.12.1952 – 01.07.1958 |
| Jisra'el Barzilaj     | Mapam                                          | 8.                 | 24.11.1958 – 17.12.1959 |
| Binjamin Minc         | Po'alej Agudat Jisra'el                        | 9                  | 17.07.1960 – 30.05.1961 |
| Elijahu Sason         | Ma'arach                                       | 10., 11., 12., 13. | 02.11.1961 – 02.01.1967 |
| Jisra'el Ješa'jahu    | Ma'arach                                       | 13., 14.           | 02.01.1967 – 15.12.1969 |
| Elimelech Rimalt      | Gachal                                         | 15.                | 15.12.1969 – 06.08.1970 |
| Šimon Peres           | Ma'arach                                       | 15.                | 01.09.1970 – 10.03.1974 |
| Aharon Uzan           | nestraník                                      | 16.                | 10.03.1974 – 03.06.1974 |
| Jicchak Rabin         | Ma'arach                                       | 17.                | 03.06.1974 – 20.03.1975 |
| Aharon Uzan           | nestraník                                      | 17.                | 20.03.1975 – 20.06.1977 |
| Menachem Begin        | Likud                                          | 18.                | 20.06.1977 – 24.10.1977 |
| Me'ir Amit            | Demokratické hnutí za změnu                    | 18.                | 20.06.1977 – 15.09.1978 |
| Jicchak Moda'i        | Likud                                          | 18.                | 15.01.1979 – 22.12.1980 |
| Joram Aridor          | Likud                                          | 18.                | 05.01.1981 – 05.08.1981 |
| Mordechaj Cipori      | Likud                                          | 19., 20.           | 05.08.1981 – 13.09.1984 |
| Amnon Rubinstein      | Šinuj                                          | 21., 22.           | 13.09.1984 – 26.05.1987 |
| Gad Ja'akovi          | Ma'arach                                       | 22., 23.           | 09.06.1987 – 15.03.1990 |
| Refa'el Pinchasi      | Šas                                            | 25.                | 11.06.1990 – 13.07.1992 |
| Moše Šachal           | Strana práce                                   | 25.                | 13.07.1992 – 07.06.1993 |
| Šulamit Aloniová      | Merec                                          | 25., 26.           | 07.06.1993 – 18.06.1996 |
| Limor Livnat          | Likud                                          | 27.                | 18.06.1996 – 06.07.1999 |
| Binjamin Ben Eli'ezer | Jeden Izrael                                   | 28.                | 06.07.1999 – 07.03.2001 |
| Re'uven Rivlin        | Likud                                          | 29.                | 07.03.2001 – 28.02.2003 |
| Ariel Šaron           | Likud                                          | 30.                | 28.02.2003 – 17.08.2003 |
| Ehud Olmert           | Likud                                          | 30.                | 29.09.2003 – 10.01.2005 |
| Dalia Icik            | Strana práce                                   | 30.                | 10.01.2005 – 23.11.2005 |
| Avraham Hirschson     | Kadima                                         | 30.                | 18.01.2006 – 04.05.2006 |
| Ari'el Atias          | Šas                                            | 31.                | 04.05.2006 – 31.04.2009 |
| Moše Kachlon          | Likud                                          | 32.                | 31.04.2009 – 18.03.2013 |
| Gil'ad Erdan          | Likud                                          | 33.                | 18.03.2013 – 05.11.2014 |
| Benjamin Netanjahu    | Likud                                          | 33., 34.           | 05.11.2014 – 21.02.2017 |
| Cachi Hanegbi         | Likud                                          | 34.                | 21.02.2017 – 20.05.2017 |
| Ajúb Qará             | Likud                                          | 34.                | 28.05.2017 – 26.06.2019 |
| David Amsalem         | Likud                                          | 34.                | 01.07.2019 – 17.05.2020 |
| Jo'az Hendel          | Derech erec                                    | 35.                | 17.05.2020 – 16.12.2020 |
| Ejtan Ginzburg        | Kachol lavan                                   |                    | 03.05.2021 – 13.06.2021 |
| Jo'az Hendel          | Nová naděje                                    |                    | 13.06.2021 – 29.12.2022 |
| Šlomo Kar'i           | Likud                                          |                    | od 29.12.2022           |

| ministr        | strana                    | vláda(y)      | funkční období          |
| -------------- | ------------------------- | ------------- | ----------------------- |
| Džabar Muadí   | Pokrok a rozvoj, Ma'arach | 15., 16., 17. | 27.10.1971 – 24.03.1975 |
| Elijahu Moj'al | Ma'arach                  | 17.           | 24.03.1975 – 20.06.1977 |
| Efrajim Gur    | Ma'arach                  | 24.           | 02.07.1990 – 20.11.1990 |
| Jicchak Vaknin | Šas                       | 28.           | 05.08.1999 – 11.07.2000 |